# Gli ultimi giorni di Pompeo
Pour plus de détails, voir Fiche technique et Distribution.
Gli ultimi giorni di Pompeo est un film italien réalisé par Mario Mattoli, sorti en 1937.

## Synopsis
Pompeo Quarantini est un jeune batteur, qui tombe amoureux d'une riche héritière. En lice avec lui, un avocat rusé, qui a bien des avantages sur le timide Pompeo. Heureusement, le musicien parvient à conquérir le cœur de l'héritière.

## Fiche technique
- Titre : Gli ultimi giorni di Pompeo
- Réalisation : Mario Mattoli
- Scénario : Mario Mattoli et Aldo De Benedetti
- Photographie : Domenico Scala (en)
- Montage : Fernando Tropea (en)
- Musique : Giulio Bonnard (it)
- Pays d'origine : Royaume d'Italie
- Format : Noir et blanc - Mono
- Genre : Comédie
- Durée : 72 minutes
- Date de sortie : 1937

## Distribution
- Enrico Viarisio : Pompeo Quarantini
- Roberta Mari (it) : L'héritière
- Camillo Pilotto : le banquier
- Luigi Cimara : L'avocat
- Marcello Giorda : le commissaire
- Armando Migliari : l'americain
- Franco Coop : l'officier de la mrine marchande
- Maria Donati
- Tecla Scarano
- Dina Perbellini
- Eduardo Passarelli
- Natalino Otto